# Tetraopes femoratus
Tetraopes femoratus är en skalbaggsart som beskrevs av Leconte 1847. Tetraopes femoratus ingår i släktet Tetraopes och familjen långhorningar. Inga underarter finns listade i Catalogue of Life.